# Frugerès-les-Mines
Frugerès-les-Mines är en kommun i departementet Haute-Loire i regionen Auvergne-Rhône-Alpes i centrala Frankrike. Kommunen ligger i kantonen Sainte-Florine som tillhör arrondissementet Brioude. År 2022 hade Frugerès-les-Mines 551 invånare.

## Befolkningsutveckling
| Befolkningsutvecklingen i Frugerès-les-Mines 1968–2021 | Befolkningsutvecklingen i Frugerès-les-Mines 1968–2021 | Befolkningsutvecklingen i Frugerès-les-Mines 1968–2021 | Befolkningsutvecklingen i Frugerès-les-Mines 1968–2021 | Befolkningsutvecklingen i Frugerès-les-Mines 1968–2021 |
| ------------------------------------------------------ | ------------------------------------------------------ | ------------------------------------------------------ | ------------------------------------------------------ | ------------------------------------------------------ |
|                                                        |                                                        |                                                        |                                                        |                                                        |
| År                                                     |                                                        |                                                        | Folkmängd                                              |                                                        |
| 1968                                                   | 1968                                                   |                                                        | 524                                                    |                                                        |
| 1975                                                   | 1975                                                   |                                                        | 564                                                    |                                                        |
| 1982                                                   | 1982                                                   |                                                        | 647                                                    |                                                        |
| 1990                                                   | 1990                                                   |                                                        | 567                                                    |                                                        |
| 1999                                                   | 1999                                                   |                                                        | 498                                                    |                                                        |
| 2007                                                   | 2007                                                   |                                                        | 519                                                    |                                                        |
| 2015                                                   | 2015                                                   |                                                        | 556                                                    |                                                        |
| 2021                                                   | 2021                                                   |                                                        | 555                                                    |                                                        |